# Jadwiga Zbucka
Jadwiga Zbucka (ur. 9 grudnia 1899 w Warszawie, zm. 23 sierpnia 1999 w Siedlcach) – honorowa obywatelka miasta Siedlce, nauczycielka, społeczniczka, inicjatorka utworzenia i propagatorka harcerstwa w Siedlcach.

## Życiorys

### Wczesne lata życia
Dzieciństwo Jadwiga Zbucka spędziła w stolicy, tam też rozpoczęła naukę w szkole powszechnej. Wybuch I wojny światowej przerwał ten beztroski okres. Rodzina Zbuckich przeniosła się wtedy do Siedlec, gdzie kupili dom przy ul. Starowiejskiej. W 1916 Jadwiga wznowiła naukę w Żeńskim Gimnazjum Filologicznym Konstancji Zembrzuskiej. Następnie studiowała na Uniwersytecie Warszawskim na Wydziale Matematyczno – Przyrodniczym. Trudna sytuacja finansowa zmuszała ją do kilkukrotnego przerywania nauki. Aby zarobić na utrzymanie i opłacenie czesnego, pracowała jako nauczycielka i wychowawczyni w szkole publicznej w powiecie konstantynowskim, Białkach w gminie Wiśniew, w Zakładach Wychowawczych w Pruszkowie i Żeńskim Gimnazjum w Inowrocławiu. Dwa ostatnie lata przed wybuchem II wojny światowej pracowała w Liceum i Gimnazjum im. Mikołaja Kopernika we Włodzimierzu Wołyńskim. Tam też zastała ją wojna.

### Okres II wojny światowej (1939-1945)
Jadwiga Zbucka pomogła uniknąć polskim oficerom aresztowania przez NKWD podczas wybuchu wojny. Zagrożona, uciekła do Generalnego Gubernatorstwa. W latach 1940–1942 prowadziła tajne nauczanie w Warszawie. W 1942 powróciła do Siedlec i dalej kontynuowała pracę konspiracyjną. Wraz z siostrą Natalią oraz bratem Leopoldem z narażeniem życia kształciła polską młodzież. Natalia uczyła języka polskiego, Leopold – sztuki recytacji, zaś Jadwiga – matematyki i przedmiotów ścisłych. W tym czasie, aby przeżyć siostry Zbuckie pracowały także w Publicznej Szkole Rolniczej, której program wolą niemieckiego okupanta stał na niskim poziomie. Często w niedziele w placówce tej odbywały się zajęcia świetlicowe, kryjące tajne komplety. Siostry spotykały się z młodzieżą również w prywatnych mieszkaniach. Jadwiga ponadto pracowała w Tajnej Komisji Egzaminacyjnej, wizytując ośrodki tajnego nauczania w terenie.

### Lata 1944-1999
Od 1944 do 1963 roku Jadwiga Zbucka uczyła w Liceum im. Królowej Jadwigi, zaś w latach 1963–1972 – w Zespole Szkół Zawodowych nr 1 w Siedlcach. W tym czasie również wraz z siostrą aktywnie uczestniczyły w duszpasterstwie nauczycielskim.
Po sierpniowych strajkach 1980 r. siostry wstąpiły jako emerytowane nauczycielki do koła NSZZ „Solidarność” przy II LO im. Królowej Jadwigi w Siedlcach. Jadwiga Zbucka aktywnie włączyła się też w odradzanie ruchu harcerskiego w rodzinnym mieście. W 1988 roku nawiązała współpracę z Polską Organizacja Harcerską – wówczas działającą nielegalnie.
Jadwiga Zbucka zmarła w 1999 roku w Siedlcach i tam też została pochowana. Jej grób znajduje się na cmentarzu przy ul. Cmentarnej.

## Działalność harcerska
Dh. Jadwiga Zbucka przyrzeczenie harcerskie złożyła w I Drużynie im. Emilii Plater jako uczennica Gimnazjum Żeńskiego K. Zembrzuskiej. Po wojnie pełniła społecznie funkcję Komendanta Hufca Harcerek w stopniu podharcmistrza. Hufiec liczył wówczas 10 drużyn żeńskich i ponad 10 drużyn zuchowych. Służbę zakończyła w 1949 roku, gdy władze komunistyczne rozwiązały organizację.
Gdy w latach '80 odradzał się ruch harcerski, Jadwiga Zbucka zainicjowała powstanie POH w Siedlcach. Swoim doświadczeniem harcerskim dzieliła się z młodymi instruktorami, którzy pragnęli kontynuować ideały sprzed wojny. W październiku 1990 Naczelna Rada POH przyznała jej stopień harcmistrza. Mimo sędziwego wieku prowadziła zbiórki, spotykała się z młodzieżą, wyjeżdżała na biwaki oraz uczestniczyła w I Krajowym Kongresie POH we Włocławku.

## Działalność społeczna
Podczas II wojny światowej Jadwiga wraz z siostrą i bratem prowadzili tajne nauczanie, również w prywatnych mieszkaniach. Jadwiga była nie tylko wymagającą nauczycielką, ale także troskliwą wychowawczynią. Jak wspominają jej ówczesne wychowanki, pytała jak minęła im droga, gdzie były łapanki i... czy wszystkie jadły śniadanie. Zawsze miała w torbie dla głodnego kanapkę. Dom rodziny Zbuckich był ostoją polskości, patriotyzmu, schronieniem dla żołnierzy podziemia.
Razem z siostrą Jadwiga wychowała w swoim domu kilkoro dzieci z niezamożnych rodzin. Udzielały też bezpłatnych korepetycji oraz wsparcia finansowego młodzieży znajdującej się w trudnej sytuacji. Jadwiga Zbucka była ponadto wolontariuszką w Ośrodku Pomocy Społecznej.
W trakcie działalności w kole NSZZ „Solidarność” siostry włączały się w pracę nad projektami przyszłej reformy oświatowej. Podczas stanu wojennego dh. Zbucka jako jedna z pierwszych organizowała pomoc duchową i materialną rodzinom internowanych działaczy opozycji.

## Odznaczenia
- Odznaka ZNP za Tajne Nauczanie
- Medal KEN
- Krzyż Kawalerski Orderu Odrodzenia Polski
- Honorowe Obywatelstwo Miasta Siedlce

## Organizacje
Jadwiga Zbucka była członkinią Związku Kombatantów Rzeczypospolitej Polskiej i Byłych Więźniów Politycznych.